# Enter Chaos
Enter Chaos ist eine polnische Death-Metal-Band aus Elbląg, die im Jahr 2002 gegründet wurde.

## Geschichte
Die Band wurde im Januar 2002 von früheren bzw. aktuellen Mitgliedern der Bands Azarath, Devilyn, Demise und Aural Planet gegründet. Im Februar unterzeichnete die Gruppe einen Vertrag bei Metal Mind Productions. Durch das Engagement der Mitglieder in anderen Bands, änderte sich die Besetzung der Band im April, woraufhin die Band im Mai und Juni ihr Debütalbum Dreamworker im Hertz Recording Studio unter der Leitung der Brüder Wieslawscy aufnahm. Das Album, das unter anderem auch das At-the-Gates-Cover enthielt, erschien daraufhin im August. Die Veröffentlichung in Russland erfolgte in November bei CD-Maximum. Im Februar 2003 veröffentlichte der polnische Metal Hammer seine Umfrageergebnisse, in denen die Gruppe bzw. das Album auf Platz fünf in der Kategorie „Band des Jahres“, auf Platz sechs in der Kategorie „Album des Jahres“, auf Platz zwei in der Kategorie „Bestes Debüt“ und auf Platz vier in der Kategorie „Hoffnung des Jahres 2003“ gewählt wurde. Zudem erreichte das Lied Blood Desire Platz sechs in der Kategorie „Bester Song“. Sängerin Marta Meger-Jakubska erreichte den zehnten Platz in der Kategorie „Musiker des Jahres“, während sie Platz sechs in der Kategorie „Persönlichkeit des Jahres“ erreichte. Im April spielte die Band auf dem Metalmania und spielte einen weiteren Auftritt zusammen mit Cannibal Corpse und Sinister. Im Oktober und November nahm die Band ihr nächstes Album Aura Sense im Studio X mit dem Produzenten Szymon Czech (Demise, Vesania) auf. Czech schrieb zusammen mit dem Schlagzeuger Matkiewicz zwei Lieder, in denen Czech, der sonst als Gitarrist bei NYIA und Third Degree tätig ist, auch die E-Gitarre einspielte. Henri Sorvali (Moonsorrow, Finntroll, The Wicked) steuerte zudem Samples und Keyboardspuren bei. Im März 2004 wurde das Album veröffentlicht. Im April wurde das Metalmania 2003 auf DVD und VHS bei Metal Mind Productions veröffentlicht, wobei die Band mit drei Liedern vertreten war. Andere Bands hierauf waren Opeth, Anathema, Marduk, Vader und Samael. Im September war die Band auf dem At-the-Gates-Tribute-Album Slaughterous Souls: A Tribute to At the Gates von Drowned Scream Records zu hören. Im selben Monat begann die Band mit den Arbeiten zum dritten Album Chaosville. Im Februar 2005 plante die Band das Album im Studio X aufzunehmen, was jedoch daran scheiterte, das Metal Mind Productions die Aufnahmen nicht bezahlen wollte. Das Album ist bisher immer noch nicht erschienen.

## Stil
Laut Anzo Sadoni vom Metal Hammer spiele die Band auf Dreamworker soliden Death Metal, an dem das bemerkenswerteste sei, dass der gutturale Gesang von einer Frau stamme. Auf Aura Sense habe die Band laut Martin Wickler vom Metal Hammer die At-the-Gates-Einflüsse deutlich zurückgenommen. Lieder wie Baby the Handgun würden zudem Einflüsse aus dem Industrial erkennen lassen.

## Diskografie
- 2002: Dreamworker (Album, Metal Mind Productions)
- 2004: Aura Sense (Album, Metal Mind Productions)